# Artemi Teréshchenko
Artemi Yákovlevich Teréshchenko (en ruso: Арте́мий Я́ковлевич Тере́щенко; en ucraniano: Арте́м Я́кович Тере́щенко; 1794 – 1873) fue el fundador de la Dinastía Teréshchenko, una de las familias más ricas del mundo.

## Biografía
Artemi Teréshchenko fue un comerciante de materias primas, en la región de Hlukhiv que se ennobleció en 1870. Hizo una fortuna durante la Guerra de Crimea, al abastecer al ejército ruso con pan y leña, fortuna que le sirvió para financiar su industria azucarera. En 1885 adquirió minas de sal en Jersón en el distrito de Bajmut. El embalse que Teréshchenko escogió, se convertiría en el más grande de sal, a cielo abierto, al sureste de Ucrania.  

### Guerras napoleónicas
En 1815, a la edad de 21 años, fue reclutado como cosaco,  por el ejército ruso, para luchar contra el invasor francés. 
La guerra le llevó cerca de  la ciudad de Beauvais, donde se producía remolacha de azúcar.  
Teréshchenko trabó amistad con un grupo de científicos jóvenes, que estudiaban los problema de la producción de azúcar de remolacha en la Universidad de Beauvais,  bajo la dirección de Jean-Say Basta, y aprendió el proceso global de su producción. Se dio cuenta de que si  utilizaba la remolacha para la producción de azúcar en Ucrania, donde se cultivaba con una calidad excelente, podría ser un buen negocio. Teréshchenko estudió y reunió todo el material al que tenía acceso y estaba decidido a  ponerlo en práctica una vez regresara a Ucrania.
En 1816, el Grande Armée fue derrotado. La guerra finalmente acabada y el regimiento de Teréshchenko fue enviado de vuelta casa.

### Nacimiento de la dinastía
Poco después de llegar a Ucrania, Teréshchenko conoció a Yefrosina Gregorievna Stesliavskaya, y le propuso ser su esposa. La boda tuvo lugar el 15 de enero de 1819. Su hijo Nikolái con treinta años, fue elegido alcalde  e impulso fuertemente el negocio de su padre.

### Guerra de Crimea

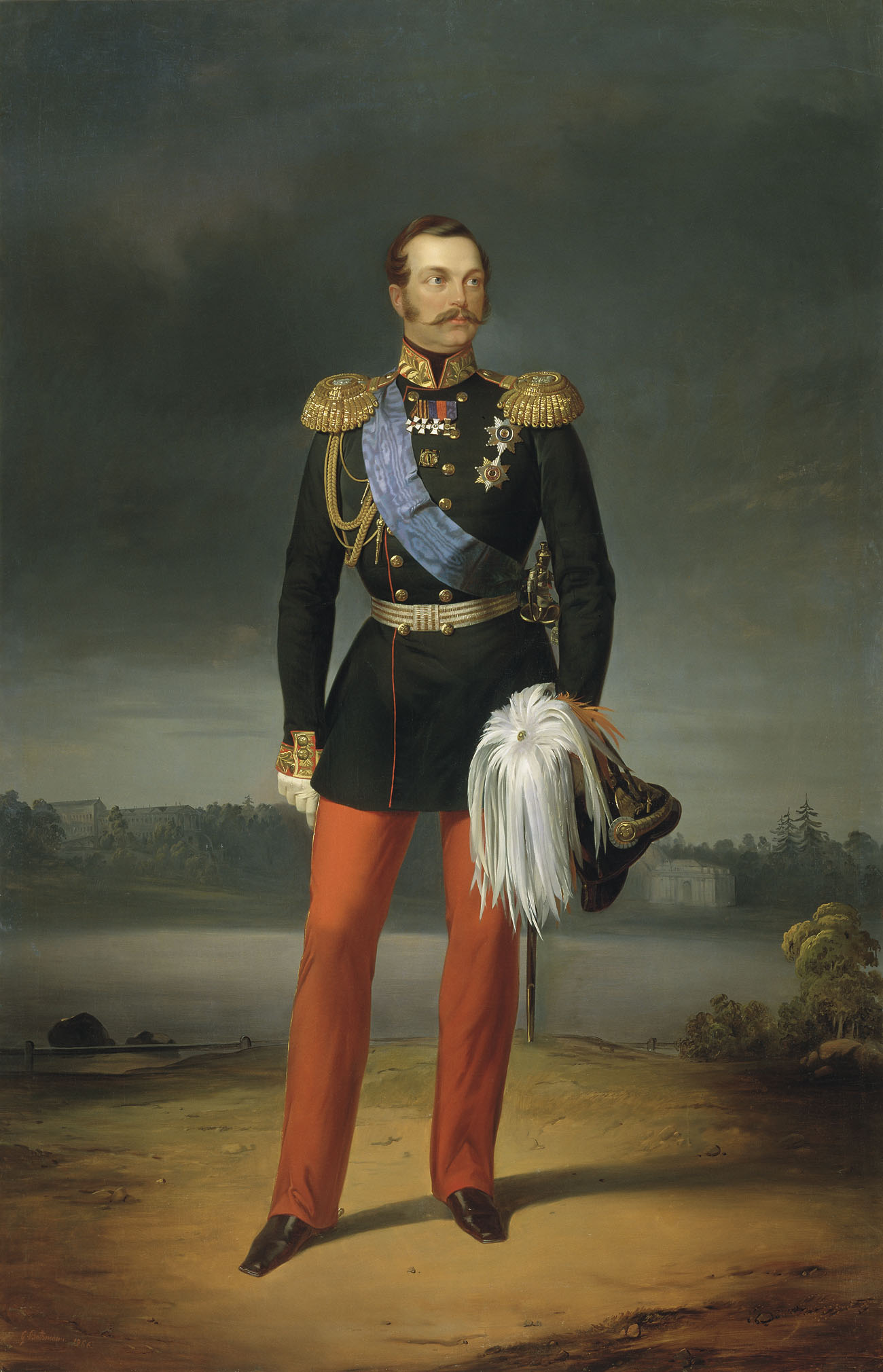
Alexander II por E.Botman (1856, museo ruso)

En 1853, comenzó la guerra de  Crimea entre rusos y turcos. El Emperador Nikolai I tenía que mantener su ejército en condiciones difíciles en  Crimea. El Zar sabía que los soldados rusos no estaban preparados para un combate en terreno montañoso, donde  se producirían numerosas emboscadas. Conociendo la reputación de Artemi Teréshchenko,  como viejo y terco cosaco, y conocedor de las rutas del sur del estado, el Tsar ordena que Teréshchenko suministre al ejército en Crimea, pan y leña,  durante los tres años que duró la guerra, incluyendo los días difíciles del Asedio a Sevastopol.

### Patrimonio
Después de la abolición de la servidumbre de 1861, él y sus hijos, Mykola, Fedir y Semen, acumularon propiedades en Ucrania y Rusia. Para el cambio de siglo, poseían 153,000 ha y se contaban entre los terratenientes más grandes del Imperio ruso. En 1911-12 también eran propietarios de 10 grandes refinerías de azúcar. Nikolái Teréshchenko (n. 1820, f. 1903) y sus hijos, Iván y Aleksander Teréshchenko, eran conocidos mecenas de las artes; Nikolái era partidario financiero de los museos de arte de Kiev y Glújov, e Iván apoyó la Escuela de Dibujo de Kiev. Las colecciones de Nikolái más tarde formaron la base de los museos de arte ucranianos y rusos en Kiev (ver el Museo Nacional de la Galería de Imágenes de Kiev). Su hija, Varvara Khanenko, y su esposo, Bohdan Khanenko, financiaron lo que ahora es el Museo Nacional de Artes de Bohdan y Varvara Khanenko. También promovió la artesanía y la industria casera y organizó talleres de bordado en la región de Kiev. El nieto de Nikolái, Mijáil Teréshchenko (n. 1888, f. 1956), era una figura prominente en la política rusa. Fue miembro de la Cuarta Duma Estatal, presidente del Comité de la Industria de Guerra en Kiev (1915-17), ministro de finanzas (marzo-mayo de 1917) y de asuntos exteriores (mayo-octubre de 1917) en el Gobierno Provisional, y un participante en negociaciones con la Rada Central. Después de la Revolución de octubre de 1917, emigró a Mónaco.